# Спайка поводков
Спайка поводков — межполушарное соединение, соединяющее между собой поводки эпиталамуса обоих больших полушарий головного мозга. Относится к структурам промежуточного мозга. Проходит перед шишковидной железой.
Спайка поводков является частью треугольника поводка — небольшой вдавленной треугольной области, находящейся кпереди от верхних холмиков четверохолмия и сбоку (латеральнее) задней части ленты таламуса. Треугольник поводка также содержит группы нейронов, названные ядрами поводка. Нервные волокна входят в треугольник поводка со стороны основания шишковидной железы, а также со стороны спайки поводков. Большинство нервных волокон треугольника поводка, однако, являются не входящими, а исходящими. Они направлены к нижележащим структурам мозга и образуют пучок, известный как пучок Мейнерта. Этот пучок входит в медиальную часть красного ядра, и, после перекрёста с аналогичным пучком Мейнерта, идущим от треугольника поводка противоаоложного полушария, заканчиваются в межножковом ядре.